# Julián Gorospe
Julián Gorospe Artabe (Mañaria, 22 maart 1960) is een voormalig Spaans–Baskisch wielrenner. Hij was beroepsrenner tussen 1982 en 1994 en behaalde in totaal 36 overwinningen. Zijn jongere broer Rubén Gorospe was eveneens wielrenner. Na zijn actieve wielerloopbaan werd Gorospe ploegleider bij Euskaltel-Euskadi. 

## Belangrijkste overwinningen
1982
- 6e etappe Ronde van het Baskenland
- 4e etappe Ronde van Aragón

1983
- 6e etappe Ronde van het Baskenland
- eindklassement Ronde van het Baskenland
- 4e etappe in de Catalaanse Week
- 5e etappe Ronde van Burgos
- 9e etappe Ronde van Catalonië

1984
- Ruta del Sol
- 14e etappe Ronde van Spanje
- 19e etappe Ronde van Spanje
- 4e etappe Ronde van het Baskenland

1985
- GP Llodio

1986
- 19e etappe Ronde van Frankrijk
- 1e etappe Ronde van Asturië

1987
- GP Primavera

1988
- 5e etappe Ronde van Cantabria

1990
- 3e etappe Ronde van het Baskenland
- eindklassement Ronde van het Baskenland

1993
- Ruta del Sol
- 6e etappe Ronde van Valencia
- eindklassement Ronde van Valencia

## Resultaten in voornaamste wedstrijden
| Jaar | Ronde van Italië | Ronde van Frankrijk | Ronde van Spanje |
| ---- | ---------------- | ------------------- | ---------------- |
| 1982 |                  |                     | 31e              |
| 1983 |                  | opgave              | 12e              |
| 1984 |                  | 52e                 | 6e (2)           |
| 1985 |                  |                     | 11e              |
| 1986 |                  | 79e (1)             | opgave           |
| 1987 |                  | 83e                 | 30e              |
| 1988 |                  | 60e                 | 39e              |
| 1989 |                  | 62e                 | opgave           |
| 1990 |                  | opgave              | 21e              |
| 1991 | 56e              |                     | opgave           |
| 1992 |                  | 47e                 | 50e              |
| 1993 |                  | 74e                 | 29e              |

| Jaar | Milaan-San Remo | Luik-Bast.‑Luik | Clásica San Sebastián |  | WK op de weg |  | Wereldranglijsten |
| ---- | --------------- | --------------- | --------------------- |  | ------------ |  | ----------------- |
| 1982 |                 |                 |                       |  |              |  |                   |
| 1983 |                 |                 |                       |  | 46e          |  |                   |
| 1984 |                 |                 |                       |  |              |  |                   |
| 1985 |                 |                 |                       |  |              |  |                   |
| 1986 |                 |                 |                       |  |              |  |                   |
| 1987 | 117e            |                 |                       |  |              |  |                   |
| 1988 |                 | 48e             | 20e                   |  |              |  |                   |
| 1989 |                 |                 | 10e                   |  |              |  | 68e (UWB)         |
| 1990 |                 | 109e            |                       |  |              |  |                   |
| 1991 |                 |                 |                       |  |              |  |                   |
| 1992 |                 |                 |                       |  |              |  |                   |
| 1993 |                 |                 | 53e                   |  |              |  |                   |